# Bibra, Saale-Holzland
Bibra là một đô thị thuộc huyện Saale-Holzland, trong bang Thüringen, Đức. Đô thị Bibra, Saale-Holzland có diện tích 4,38 km².